# Даніца Чурчич
Даніца Чурчич (* 27 серпня 1985, Белград, СФРЮ) — данська акторка театру і кіно.

## Вибіркова фільмографія
- 2014: Тихе серце
- 2016: Через води
- 2019: Викрадаючи коней / Ut og stjæle hester

| Актор | Це незавершена стаття про акторку. Ви можете допомогти проєкту, виправивши або дописавши її. |